# Millstreet
Millstreet (en irlandès, Sráid an Mhuilinn) és un poble irlandès situat al comtat de Cork, província de Munster. La seva població és d'aproximadament 1.500 habitants.
La localitat es troba a 57 quilòmetres de Cork i està connectada a la capital del comtat a través de la línia ferroviària Mallow-Killarney-Tralee. Malgrat la seva reduïda grandària, ha albergat grans esdeveniments com el Festival de la Cançó d'Eurovisió 1993.

## Història
Millstreet va formar part de la baronia Muskerry West fins a finals del segle XIX. Amb l'aprovació de la llei de govern local de 1898, va passar a formar part del comtat de Cork, integrat a la província de Munster. En aquest temps disposava tan sols d'un bar i d'una església catòlica dedicada a Sant Patrici.
El poble va veure impulsat el seu desenvolupament amb l'obertura de l'estació de ferrocarril el 16 d'abril de 1853. Encara que la línia va quedar tancada al tràfic de mercaderies en 1976, causat en part al desenvolupament del sistema de carreteres, l'estació s'ha mantingut oberta al tràfic de passatgers i ha estat reformada en els anys 1990.
Durant dècades, Millstreet va ser coneguda pel seu barracó militar i pel seu centre eqüestre, Green Glens Arena, que al segle xx va ser reconvertit en una instal·lació multiusos. L'esdeveniment més important de la història del poble va ser la celebració del Festival de la Cançó d'Eurovisió 1993, després que el propietari i veí local, Noel C. Duggan, oferís el seu recinte de franc a la televisió pública RTÉ. La inusual proposta va rebre el suport d'autoritats locals i nacionals, així com d'empreses de la regió, i va propiciar una reforma de la línia ferroviària per rebre trens més grans.
A més, Green Glens ha albergat esdeveniments com el campionat del pes supermitjà (WBO) de 1995, la Convenció Europea de Malabarisme (2006 i 2014) i concerts de The Prodigy, James Blunt i Westlife.
Millstreet està agermanada des de 1985 amb Pommerit-li-Vicomte (Bretanya, França).